# 10e étape du Tour de France 2005
Pour un article plus général, voir Tour de France 2005.
La 10e étape du Tour de France 2005 du 12 juillet 2005 s'est déroulée de la ville de Grenoble au sommet de Courchevel sur une distance de 181 km. Ce fut la première étape de haute montagne avec deux cols de 1re catégorie. 

## Déroulement de la course

### Récit
Laurent Brochard a lancé l'attaque dès le premier col, rapidement rejoint par 4 poursuivants. L'équipe Discovery Channel se lance à la poursuite des échappés dès le premier sommet atteint, impose un tempo de plus en plus dur, et reprend les échappés un à un. À 12 km du sommet, c'est Lance Armstrong qui prend l'initiative d'attaquer et d'accélérer la course, ce qui a pour effet de distancer ses principaux challengers Alexandre Vinokourov, Jan Ullrich, Andreas Klöden et Ivan Basso. À un kilomètre du sommet il reste encore 4 coureurs qui parviennent à suivre Lance et seul, Alejandro Valverde peut le doubler et remporter l'étape. Parmi les leaders Michael Rasmussen et Francisco Mancebo ne perdent pas trop de temps par rapport à Lance Armstrong. Jens Voigt, le maillot jaune, a été distancé de plus d'une demi-heure et perd son maillot jaune. Lance Armstrong récupère le maillot jaune, après ne l'avoir concédé que lors de la 9e étape du Tour de France 2005.

### Sprints intermédiaires
- 1. Sprint intermédiaire de Detrier (kilomètre 28,5)

| Premier   | Gianluca Bortolami, 6 pts. et 6 s |
| Second    | Mauro Facci, 4 pts. et 4 s        |
| Troisième | Yuriy Krivtsov, 2 pts. et 2 s     |
- 2. Sprint intermédiaire de Bourg-Saint-Maurice (kilomètre 127)

| Premier   | Laurent Brochard, 6 pts. et 6 s   |
| Second    | Luis León Sánchez, 4 pts. et 4 s  |
| Troisième | Gianluca Bortolami, 2 pts. et 2 s |

### Classement du maillot à pois de la montagne
| Premier   | Laurent Brochard, 15 prs.  |
| Second    | Joost Posthuma, 13 pts.    |
| Troisième | Yuriy Krivtsov, 11 pts.    |
| Quatrième | Luis León Sánchez, 9 pts.  |
| Cinquième | Mauro Facci, 8 pts.        |
| Sixième   | Gianluca Bortolami, 7 pts. |
| Septième  | Iñaki Isasi, 6 pts.        |
| Huitième  | Jörg Jaksche, 5 pts.       |

| Premier   | Alejandro Valverde, 30 pts. |
| Second    | Lance Armstrong, 26 pts.    |
| Troisième | Michael Rasmussen, 22 pts.  |
| Quatrième | Francisco Mancebo, 18 pts.  |
| Cinquième | Ivan Basso, 16 pts.         |
| Sixième   | Levi Leipheimer, 14 pts.    |
| Septième  | Eddy Mazzoleni, 12 pts.     |
| Huitième  | Cadel Evans, 10 pts.        |

## Classement de l'étape
| \| Classement de l'étape \| Classement de l'étape \| Classement de l'étape \| Classement de l'étape \| Classement de l'étape \| \| Coureur \| Coureur \| Pays \| Équipe \| Temps \| \| --------------------- \| --------------------- \| --------------------- \| ------------------------------ \| --------------------- \| \| 1er \| Alejandro Valverde \| Espagne \| Illes Balears-Caisse d'Épargne \| 4 h 50 min 35 s \| \| 2e \| Lance Armstrong \| États-Unis \| Discovery Channel \| DQ \| \| 3e \| Michael Rasmussen \| Danemark \| Rabobank \| + 9 s \| \| 4e \| Francisco Mancebo \| Espagne \| Illes Balears-Caisse d'Épargne \| + 9 s \| \| 5e \| Ivan Basso \| Italie \| CSC \| + 1 min 02 s \| \| 6e \| Levi Leipheimer \| États-Unis \| Gerolsteiner \| DQ \| \| 7e \| Eddy Mazzoleni \| Italie \| Lampre-Caffita \| + 2 min 14 s \| \| 8e \| Cadel Evans \| Australie \| Davitamon-Lotto \| + 2 min 14 s \| \| 9e \| Andreas Klöden \| Allemagne \| T-Mobile \| + 2 min 14 s \| \| 10e \| Andrey Kashechkin \| Kazakhstan \| Crédit Agricole \| + 2 min 14 s \| |                    |            |                                |                 |
| |                    |            |                                |                 |
| |                    |            |                                |                 |
| Classement de l'étape |                    |            |                                |                 |
| Coureur | Coureur            | Pays       | Équipe                         | Temps           |
| 1er | Alejandro Valverde | Espagne    | Illes Balears-Caisse d'Épargne | 4 h 50 min 35 s |
| 2e | Lance Armstrong    | États-Unis | Discovery Channel              | DQ              |
| 3e | Michael Rasmussen  | Danemark   | Rabobank                       | + 9 s           |
| 4e | Francisco Mancebo  | Espagne    | Illes Balears-Caisse d'Épargne | + 9 s           |
| 5e | Ivan Basso         | Italie     | CSC                            | + 1 min 02 s    |
| 6e | Levi Leipheimer    | États-Unis | Gerolsteiner                   | DQ              |
| 7e | Eddy Mazzoleni     | Italie     | Lampre-Caffita                 | + 2 min 14 s    |
| 8e | Cadel Evans        | Australie  | Davitamon-Lotto                | + 2 min 14 s    |
| 9e | Andreas Klöden     | Allemagne  | T-Mobile                       | + 2 min 14 s    |
| 10e | Andrey Kashechkin  | Kazakhstan | Crédit Agricole                | + 2 min 14 s    |

## Classement général
| \| Classement général \| Classement général \| Classement général \| Classement général \| Classement général \| \| Coureur \| Coureur \| Pays \| Équipe \| Temps \| \| ------------------ \| ------------------ \| ------------------ \| ------------------------------ \| ------------------ \| \| 1er \| Lance Armstrong \| États-Unis \| Discovery Channel \| DQ \| \| 2e \| Michael Rasmussen \| Danemark \| Rabobank \| + 38 s \| \| 3e \| Ivan Basso \| Italie \| CSC \| + 2 min 40 s \| \| 4e \| Christophe Moreau \| France \| Crédit Agricole \| + 2 min 42 s \| \| 5e \| Alejandro Valverde \| Espagne \| Illes Balears-Caisse d'Épargne \| + 3 min 16 s \| \| 6e \| Levi Leipheimer \| États-Unis \| Gerolsteiner \| DQ \| \| 7e \| Francisco Mancebo \| Espagne \| Illes Balears-Caisse d'Épargne \| + 4 min 00 s \| \| 8e \| Jan Ullrich \| Allemagne \| T-Mobile \| + 4 min 02 s \| \| 9e \| Andreas Klöden \| Allemagne \| T-Mobile \| + 4 min 16 s \| \| 10e \| Floyd Landis \| États-Unis \| Phonak Hearing Systems \| + 4 min 16 s \| |                    |            |                                |              |
| |                    |            |                                |              |
| |                    |            |                                |              |
| Classement général |                    |            |                                |              |
| Coureur | Coureur            | Pays       | Équipe                         | Temps        |
| 1er | Lance Armstrong    | États-Unis | Discovery Channel              | DQ           |
| 2e | Michael Rasmussen  | Danemark   | Rabobank                       | + 38 s       |
| 3e | Ivan Basso         | Italie     | CSC                            | + 2 min 40 s |
| 4e | Christophe Moreau  | France     | Crédit Agricole                | + 2 min 42 s |
| 5e | Alejandro Valverde | Espagne    | Illes Balears-Caisse d'Épargne | + 3 min 16 s |
| 6e | Levi Leipheimer    | États-Unis | Gerolsteiner                   | DQ           |
| 7e | Francisco Mancebo  | Espagne    | Illes Balears-Caisse d'Épargne | + 4 min 00 s |
| 8e | Jan Ullrich        | Allemagne  | T-Mobile                       | + 4 min 02 s |
| 9e | Andreas Klöden     | Allemagne  | T-Mobile                       | + 4 min 16 s |
| 10e | Floyd Landis       | États-Unis | Phonak Hearing Systems         | + 4 min 16 s |

## Classements annexes
| Classement par points | Classement par points | Classement par points | Classement par points           | Classement par points |
| Coureur               | Coureur               | Pays                  | Équipe                          | Points                |
| --------------------- | --------------------- | --------------------- | ------------------------------- | --------------------- |
| 1er                   | Tom Boonen            | Belgique              | Quick Step-Innergetic           | 133 pts               |
| 2e                    | Thor Hushovd          | Norvège               | Crédit Agricole                 | 128 pts               |
| 3e                    | Stuart O'Grady        | Australie             | Cofidis-Le Crédit par Téléphone | 109 pts               |
| 4e                    | Robbie McEwen         | Australie             | Davitamon-Lotto                 | 96 pts                |
| 5e                    | Robert Förster        | Allemagne             | Gerolsteiner                    | 75 pts                |

| Classement par points | Classement par points | Classement par points | Classement par points           | Classement par points |
| Coureur               | Coureur               | Pays                  | Équipe                          | Points                |
| --------------------- | --------------------- | --------------------- | ------------------------------- | --------------------- |
| 1er                   | Tom Boonen            | Belgique              | Quick Step-Innergetic           | 133 pts               |
| 2e                    | Thor Hushovd          | Norvège               | Crédit Agricole                 | 128 pts               |
| 3e                    | Stuart O'Grady        | Australie             | Cofidis-Le Crédit par Téléphone | 109 pts               |
| 4e                    | Robbie McEwen         | Australie             | Davitamon-Lotto                 | 96 pts                |
| 5e                    | Robert Förster        | Allemagne             | Gerolsteiner                    | 75 pts                |

| Classement de la montagne | Classement de la montagne | Classement de la montagne | Classement de la montagne      | Classement de la montagne |
| Coureur                   | Coureur                   | Pays                      | Équipe                         | Points                    |
| ------------------------- | ------------------------- | ------------------------- | ------------------------------ | ------------------------- |
| 1er                       | Michael Rasmussen         | Danemark                  | Rabobank                       | 110 pts                   |
| 2e                        | Christophe Moreau         | France                    | Crédit Agricole                | 40 pts                    |
| 3e                        | Jens Voigt                | Allemagne                 | CSC                            | 37 pts                    |
| 4e                        | Dario Cioni               | Italie                    | Liquigas-Bianchi               | 34 pts                    |
| 5e                        | Alejandro Valverde        | Espagne                   | Illes Balears-Caisse d'Épargne | 30 pts                    |

| Classement de la montagne | Classement de la montagne | Classement de la montagne | Classement de la montagne      | Classement de la montagne |
| Coureur                   | Coureur                   | Pays                      | Équipe                         | Points                    |
| ------------------------- | ------------------------- | ------------------------- | ------------------------------ | ------------------------- |
| 1er                       | Michael Rasmussen         | Danemark                  | Rabobank                       | 110 pts                   |
| 2e                        | Christophe Moreau         | France                    | Crédit Agricole                | 40 pts                    |
| 3e                        | Jens Voigt                | Allemagne                 | CSC                            | 37 pts                    |
| 4e                        | Dario Cioni               | Italie                    | Liquigas-Bianchi               | 34 pts                    |
| 5e                        | Alejandro Valverde        | Espagne                   | Illes Balears-Caisse d'Épargne | 30 pts                    |

| Classement du meilleur jeune | Classement du meilleur jeune | Classement du meilleur jeune | Classement du meilleur jeune   | Classement du meilleur jeune |
| Coureur                      | Coureur                      | Pays                         | Équipe                         | Temps                        |
| ---------------------------- | ---------------------------- | ---------------------------- | ------------------------------ | ---------------------------- |
| 1er                          | Alejandro Valverde           | Espagne                      | Illes Balears-Caisse d'Épargne | 37 h 14 min 20 s             |
| 2e                           | Yaroslav Popovych            | Ukraine                      | Discovery Channel              | + 3 min 09 s                 |
| 3e                           | Andrey Kashechkin            | Kazakhstan                   | Crédit Agricole                | + 3 min 16 s                 |
| 4e                           | Vladimir Karpets             | Russie                       | Illes Balears-Caisse d'Épargne | + 5 min 47 s                 |
| 5e                           | Alberto Contador             | Espagne                      | Liberty Seguros-Würth          | + 7 min 07 s                 |

| Classement du meilleur jeune | Classement du meilleur jeune | Classement du meilleur jeune | Classement du meilleur jeune   | Classement du meilleur jeune |
| Coureur                      | Coureur                      | Pays                         | Équipe                         | Temps                        |
| ---------------------------- | ---------------------------- | ---------------------------- | ------------------------------ | ---------------------------- |
| 1er                          | Alejandro Valverde           | Espagne                      | Illes Balears-Caisse d'Épargne | 37 h 14 min 20 s             |
| 2e                           | Yaroslav Popovych            | Ukraine                      | Discovery Channel              | + 3 min 09 s                 |
| 3e                           | Andrey Kashechkin            | Kazakhstan                   | Crédit Agricole                | + 3 min 16 s                 |
| 4e                           | Vladimir Karpets             | Russie                       | Illes Balears-Caisse d'Épargne | + 5 min 47 s                 |
| 5e                           | Alberto Contador             | Espagne                      | Liberty Seguros-Würth          | + 7 min 07 s                 |

| Classement par équipes | Classement par équipes         | Classement par équipes | Classement par équipes |
| Équipe                 | Équipe                         | Pays                   | Temps                  |
| ---------------------- | ------------------------------ | ---------------------- | ---------------------- |
| 1re                    | CSC                            | Danemark               | 109 h 22 min 46 s      |
| 2e                     | T-Mobile                       | Allemagne              | + 3 min 27 s           |
| 3e                     | Illes Balears-Caisse d'Épargne | Espagne                | + 3 min 56 s           |
| 4e                     | Phonak Hearing Systems         | Suisse                 | + 7 min 26 s           |
| 5e                     | Discovery Channel              | États-Unis             | + 8 min 04 s           |

| Classement par équipes | Classement par équipes         | Classement par équipes | Classement par équipes |
| Équipe                 | Équipe                         | Pays                   | Temps                  |
| ---------------------- | ------------------------------ | ---------------------- | ---------------------- |
| 1re                    | CSC                            | Danemark               | 109 h 22 min 46 s      |
| 2e                     | T-Mobile                       | Allemagne              | + 3 min 27 s           |
| 3e                     | Illes Balears-Caisse d'Épargne | Espagne                | + 3 min 56 s           |
| 4e                     | Phonak Hearing Systems         | Suisse                 | + 7 min 26 s           |
| 5e                     | Discovery Channel              | États-Unis             | + 8 min 04 s           |